# Parlamento de Dijon
El Parlamento de Dijon (en francés: Parlement de Dijon) (inicialmente Parlamento de Borgoña (Parlement de Bourgogne) desde 1354 a 1480 y actualmente, corte de apelación de Dijon (cour d'appel de Dijon)) es un Parlamento del antiguo régimen fundado en 1354 por el duque borgoñón Felipe el Atrevido en Beaune, luego transferido a Dijon en 1480 por el rey Luis XI de Francia.

## Historia

Mapa de los Parlamentos en 1789

El Parlamento de Borgoña proviene de la antigua Curia Ducis, consejo de los duques de Borgoña, alojado en el Hôtel de los duques de Borgoña de Beaune en 1354 por el duque Felipe el Atrevido. Después de la anexión de parte del ducado de Borgoña/estado borgoñon por el reino francés en 1477, el rey Luis XI decidió su traslado a Dijon, en reacción contra la ciudad de Beaune que había tomado partida contra él. De hecho, para satisfacer a los habitantes del Condado, otra corte del parlamento celebró sus sesiones en Salins mientras que la del ducado se emplazaba definitivamente en Dijon. En noviembre de 1480 Luis I de Amboise procedió en nombre de su hermano Juan III de Amboise, gobernador de Borgoña, a la instalación del nuevo parlamento en los locales pertenecientes a la Cámara de Cuentas. Durante la epidemia de peste en 1499, los parlamentarios se retiraron a Beaune y no consintieron en reasentarse en Dijon en 1507 hasta la promesa de construir un nuevo edificio. Fue adjuntada en 1524 a la Grand'Chambre, una sala especializada en asuntos criminales la Tournelle.
En 1575 aparece la Cámara de consultas (Chambre des Requêtes), seguida en 1589 de la creación de la Cámara de investigaciones (Chambre des Enquêtes), encargada de instruir los procedimientos examinando las pruebas recogidas. Durante este período del siglo XVI, el Parlamento se negó a registrar el edicto de enero de 1562 concediendo a los calvinistas la libertad de culto. A partir de los años 1588-1589 la formación de la Liga condujo a una división en el Parlamento, con la creación de un Parlamento disidente (favorable a Enrique IV) en Flavigny-sur-Ozerain y después en Semur-en-Auxois.
La conversión del rey Enrique IV y su victoria en Fontaine-Française en 1595 contra la Liga católica favoreció el retorno a la unidad. Durante la Fronda, el Parlamento se dividió de nuevo en dos campos, obligando a Luis XIV a intervenir teniendo lugar en Dijon el 15 de noviembre de 1658 un lit de justice. En el siglo XVIII, la reforma  Maupeou condujo a una renovación de los miembros del Parlamento, que sin embargo fueron capaces de defender los privilegios de la Provincia y fueron populares por las medidas a favor de los deudores. En 1774, el restablecimiento de los viejos privilegios parlamentarios después de la adhesión de Luis XVI dio lugar a grandes manifestaciones públicas. El Parlamento fue suspendido tras la Revolución Francesa el 3 de noviembre de 1789. El palacio aloja hoy día el Tribunal de Apelación de Dijon.

Imágenes históricas del parlamento
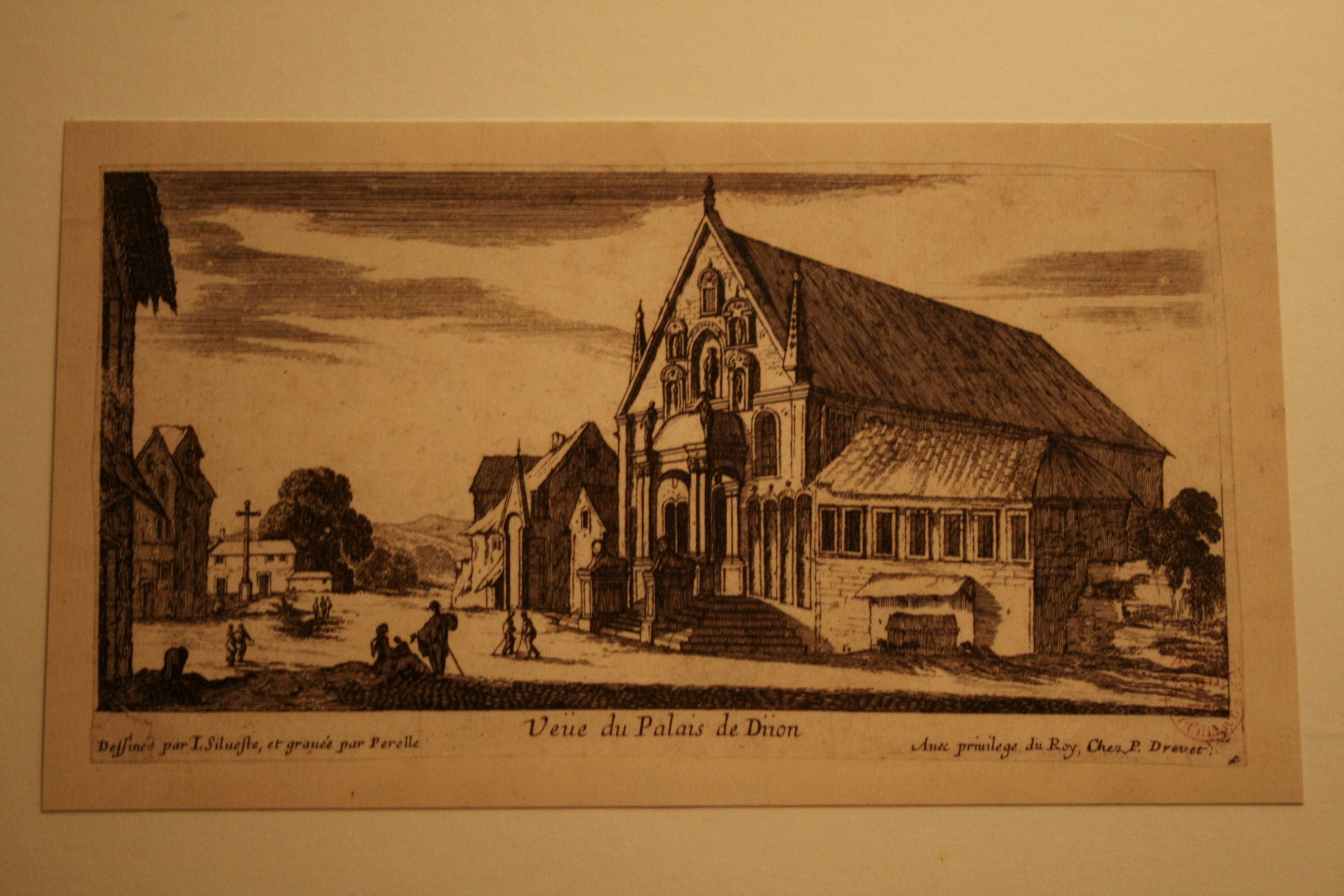
A mitad del siglo XVII
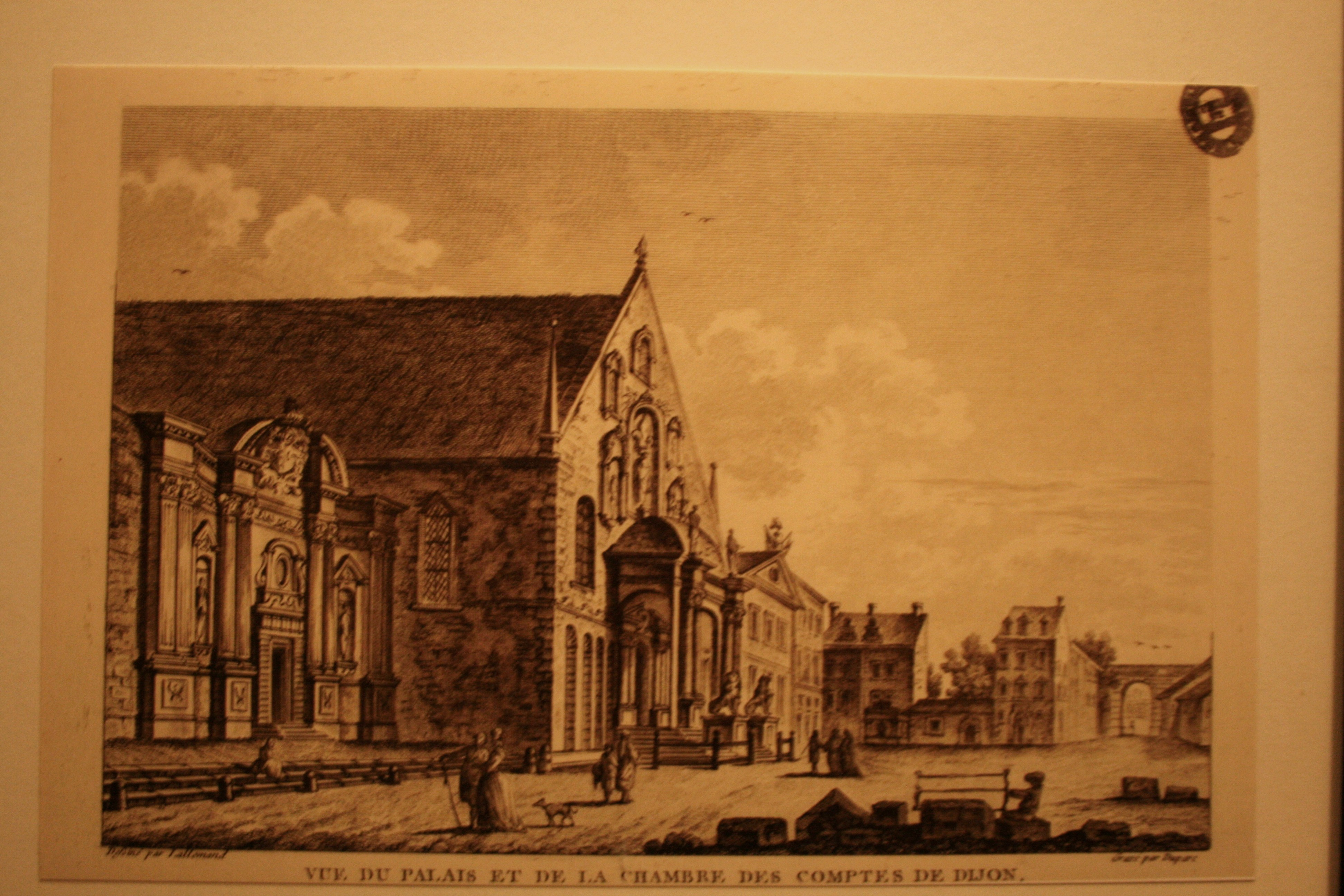
A finales del siglo XVII
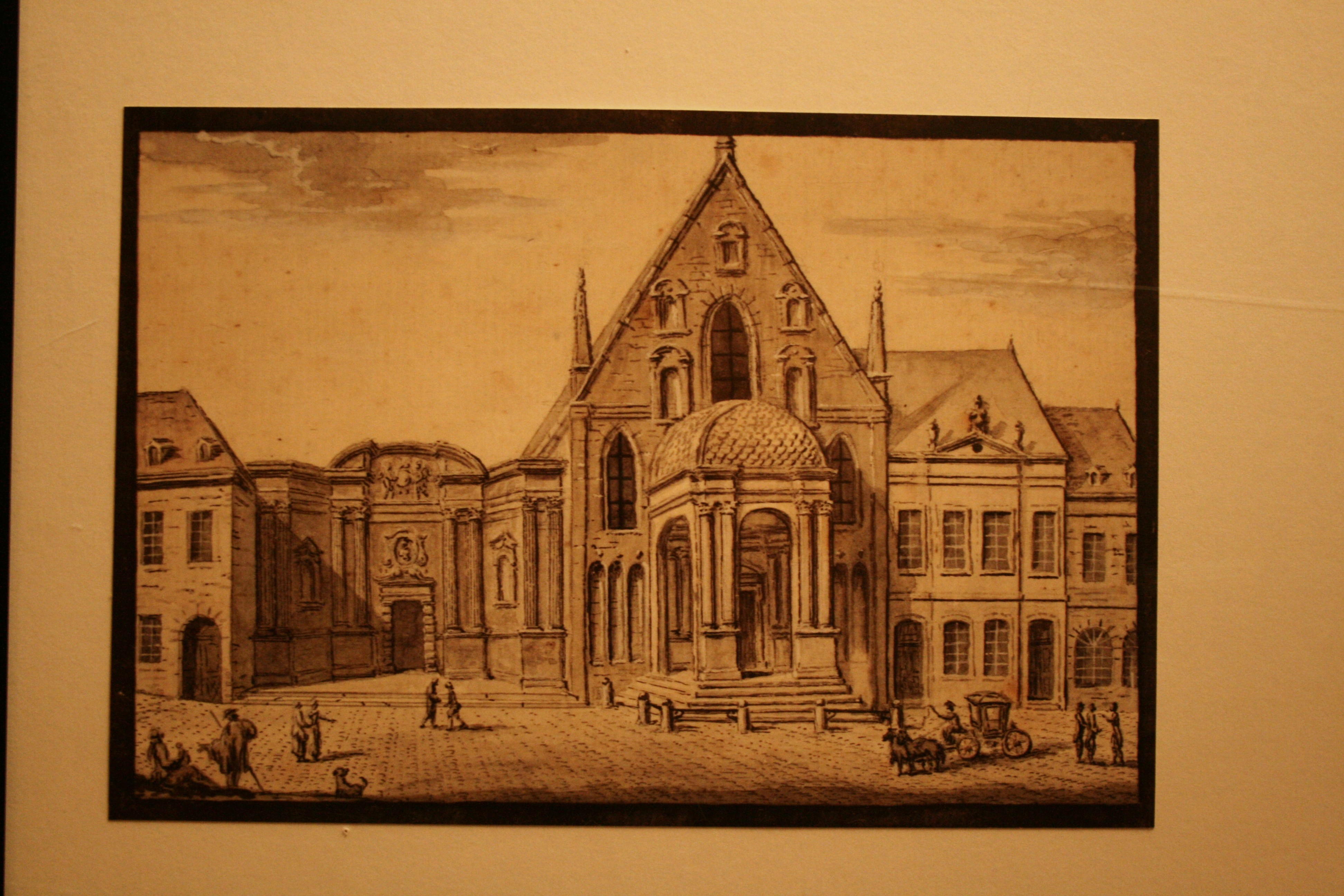
Hacia 1800

## Funciones
El parlamento era el dueño absoluto casi en todo. Compartía el gobierno de la provincia con el gobernador, que no podía hacer nada de importancia sin su consejo. Las ordenanzas de los gobernadores estaban sujetas a las cartas de adhesión del parlamento.
Además de los asuntos contenciosos, el parlamento trataba durante la paz, de todo lo relativo a las fortificaciones, las finanzas, las monedas,  la policía, las carreteras y caminos, los dominios, los feudos y la conservación de los límites provinciales. Durante la guerra, ordenaba el alistameitno de las tropas.

## Arquitectura
La construcción comenzó en el siglo XVI en 1518 con la Cámara Dorada (Chambre Dorée), terminada en 1522. La construcción de la Tournelle  se llevó a cabo en 1549. La sala de San Luis (Salle Saint Louis) y la fachada renacentista se terminaron en 1580. Este última incluye una puerta tallada por Hugues Sambin. La Cámara de solicitudes (Chambre des Requêtes ) datada en el siglo XVII, el plafond está decorado con una alegoría de la justicia realizada por Gabriel Revel, miembro de la Academia real de pintura y escultura. Los trabajos continuaron en el siglo XVIII en la fachada sur del Palacio. Durante el siglo XIX se hicieron restauraciones, en especial el movimiento de la Capilla del Espíritu Santo (Chapelle du Saint-Esprit ) en la ampliación de la sala San Luis.
Muchos elementos del edificio fueron objeto de una clasificación como monumento histórico desde el 15 de febrero de 1926.

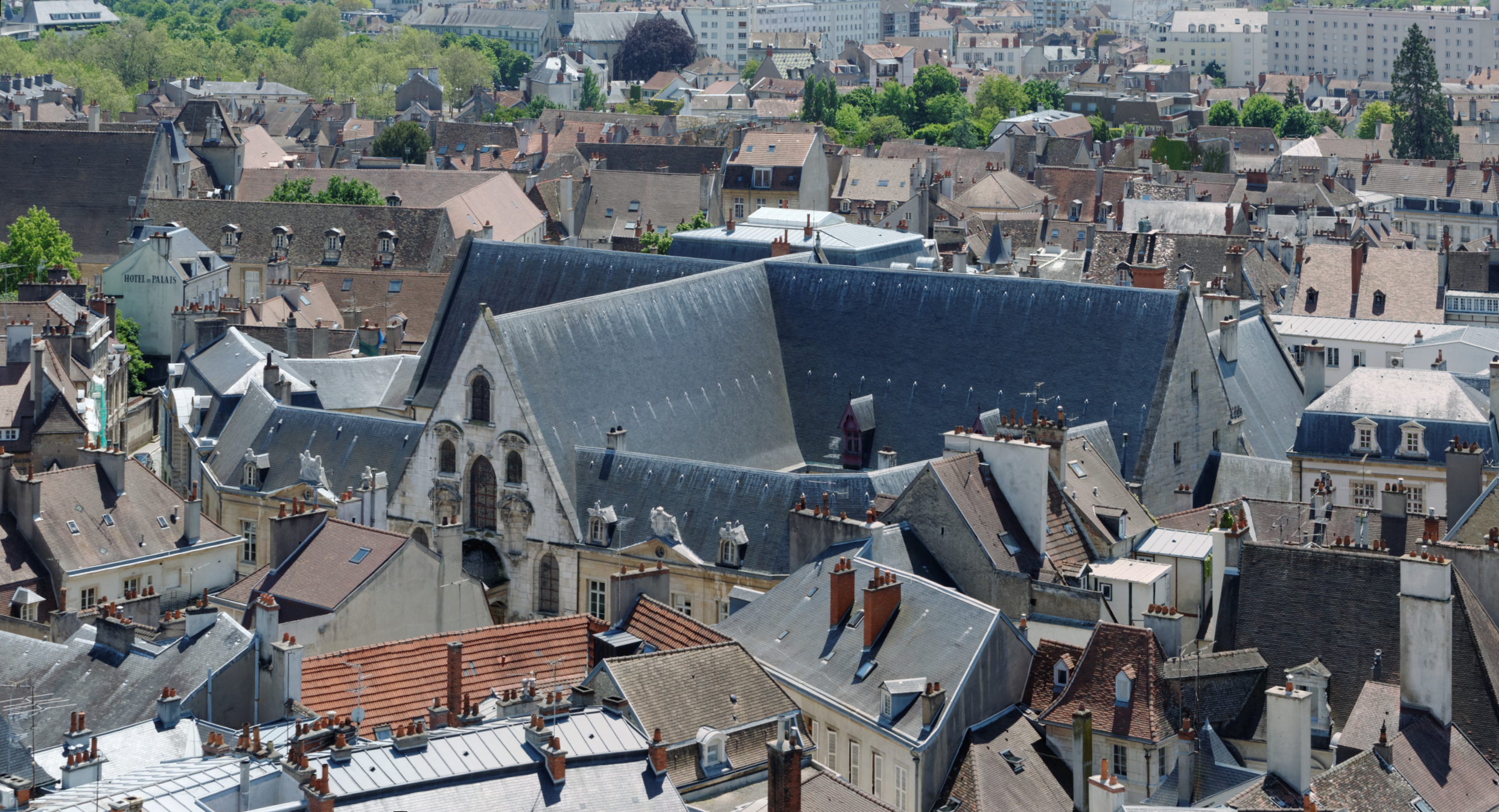
Vista general del conjunto
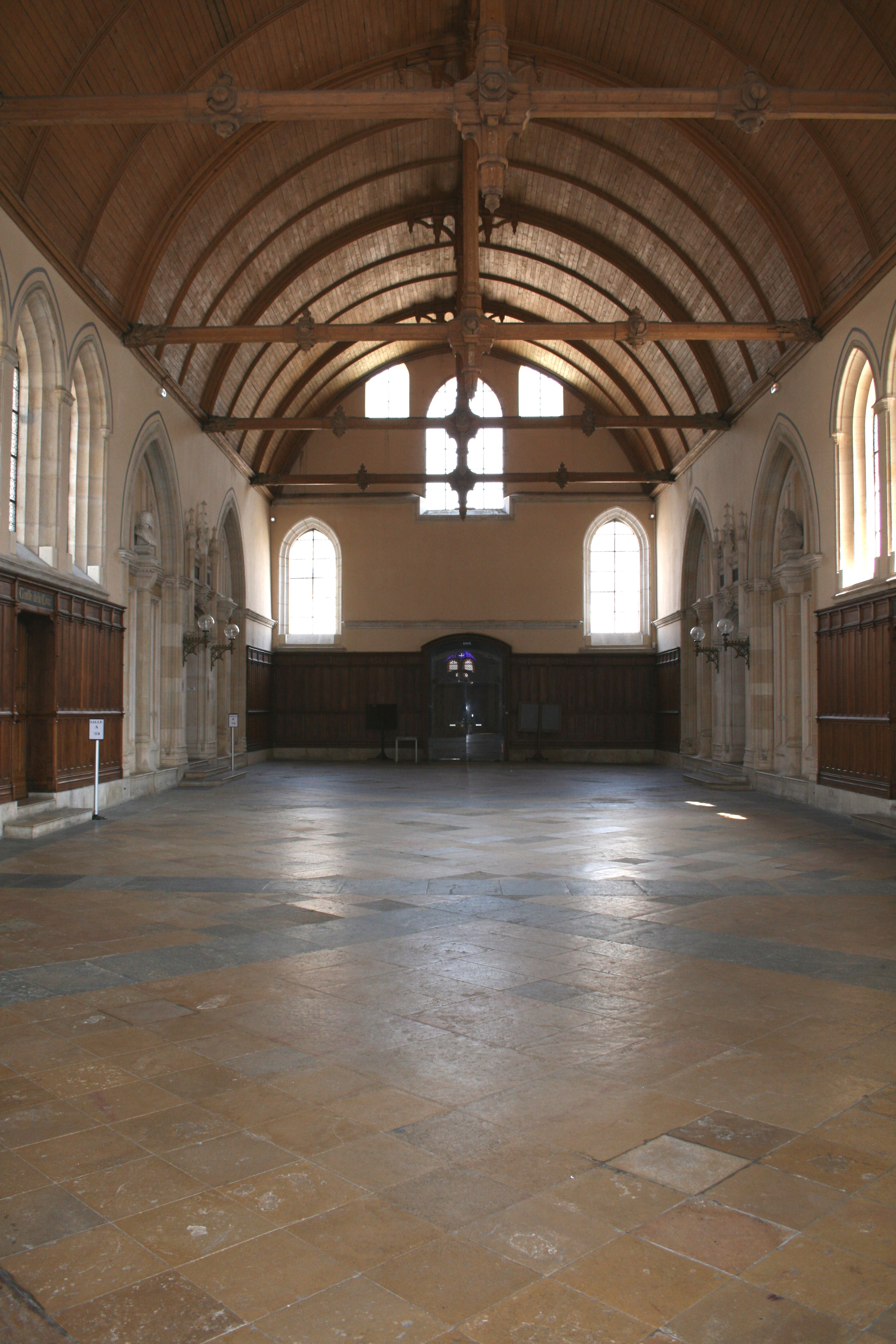
Sala Saint Louis
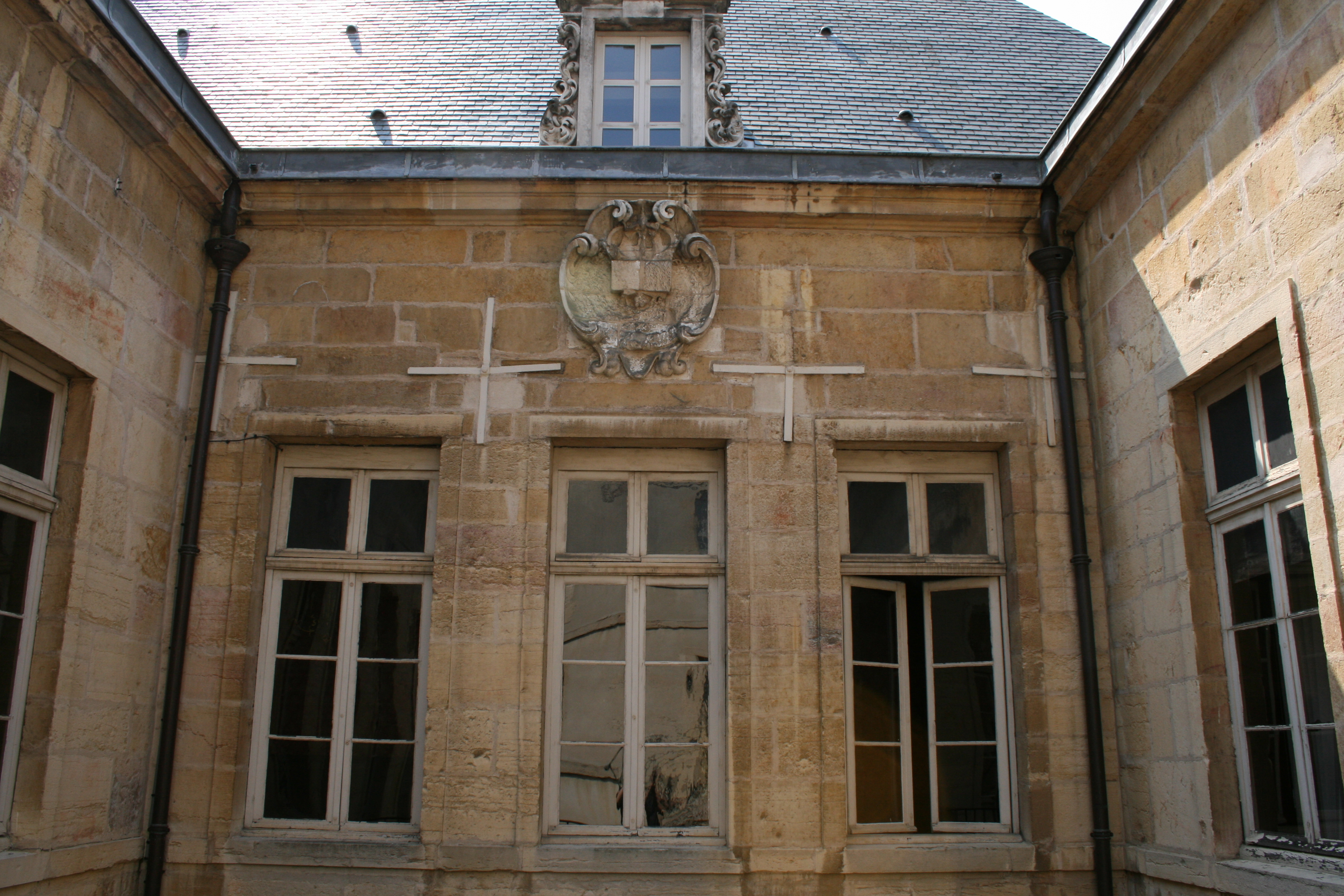
Tournelle façade
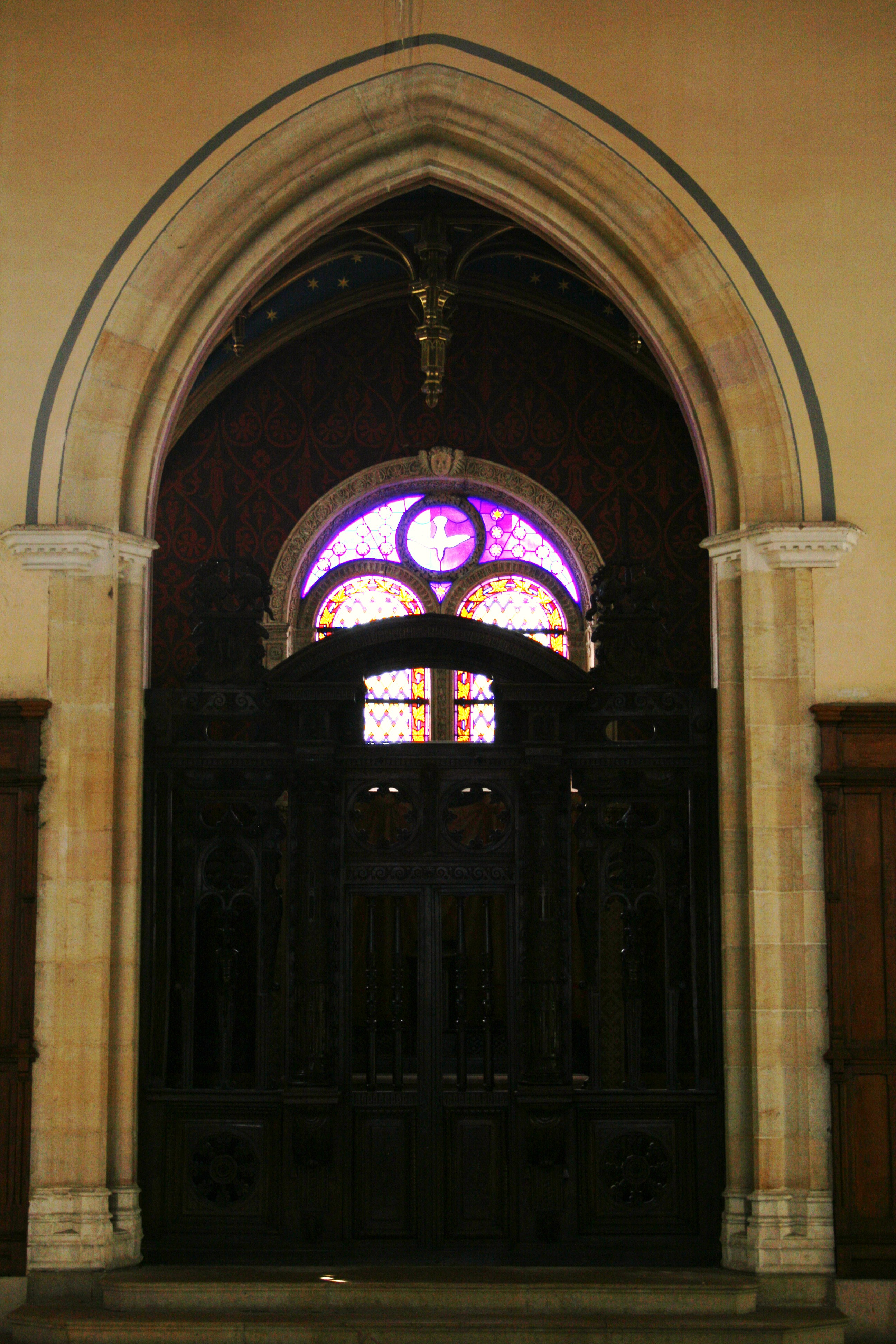
Capilla Saint Esprit
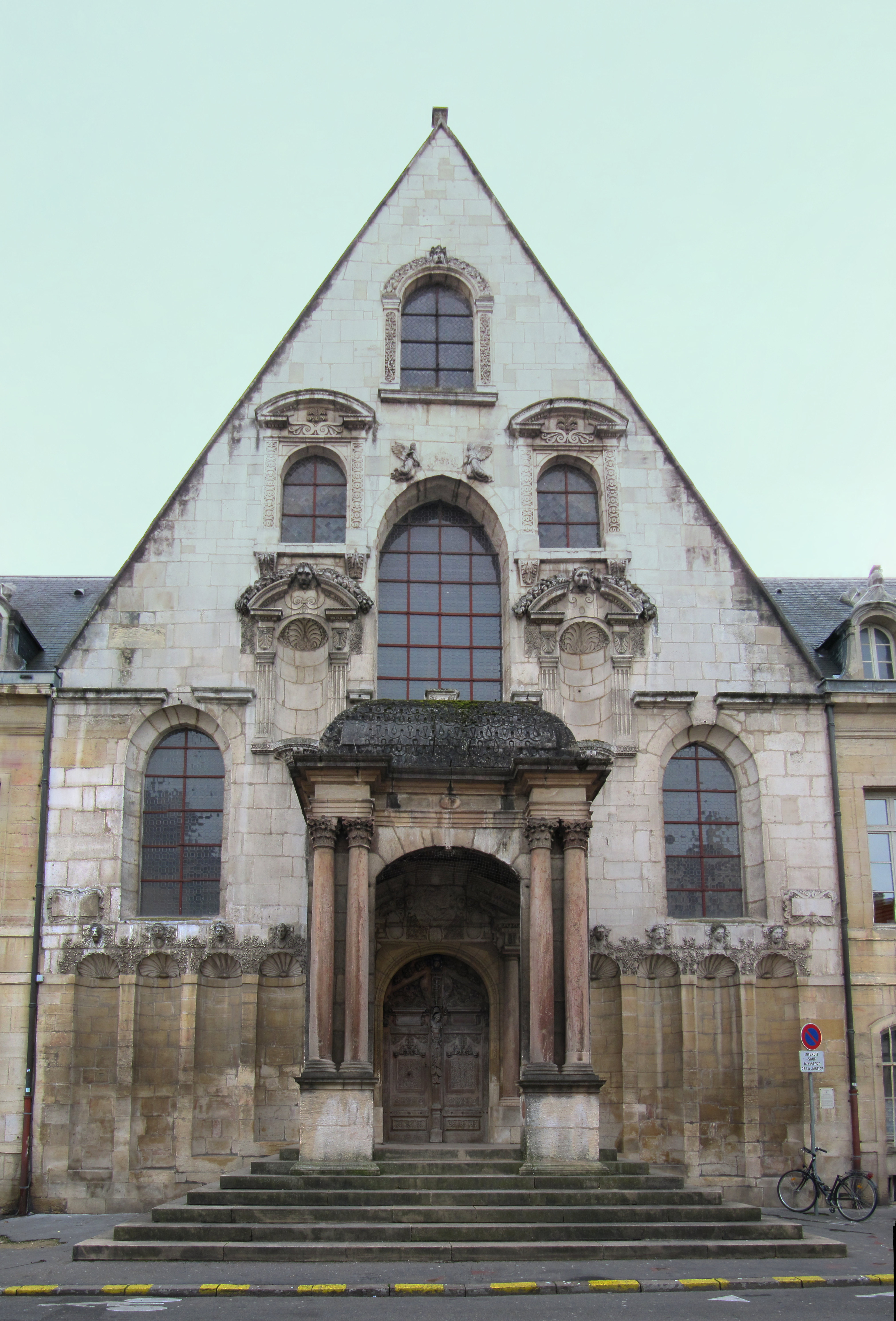
Fachada

### Precisiones sobre ciertas partes arquitectónicas

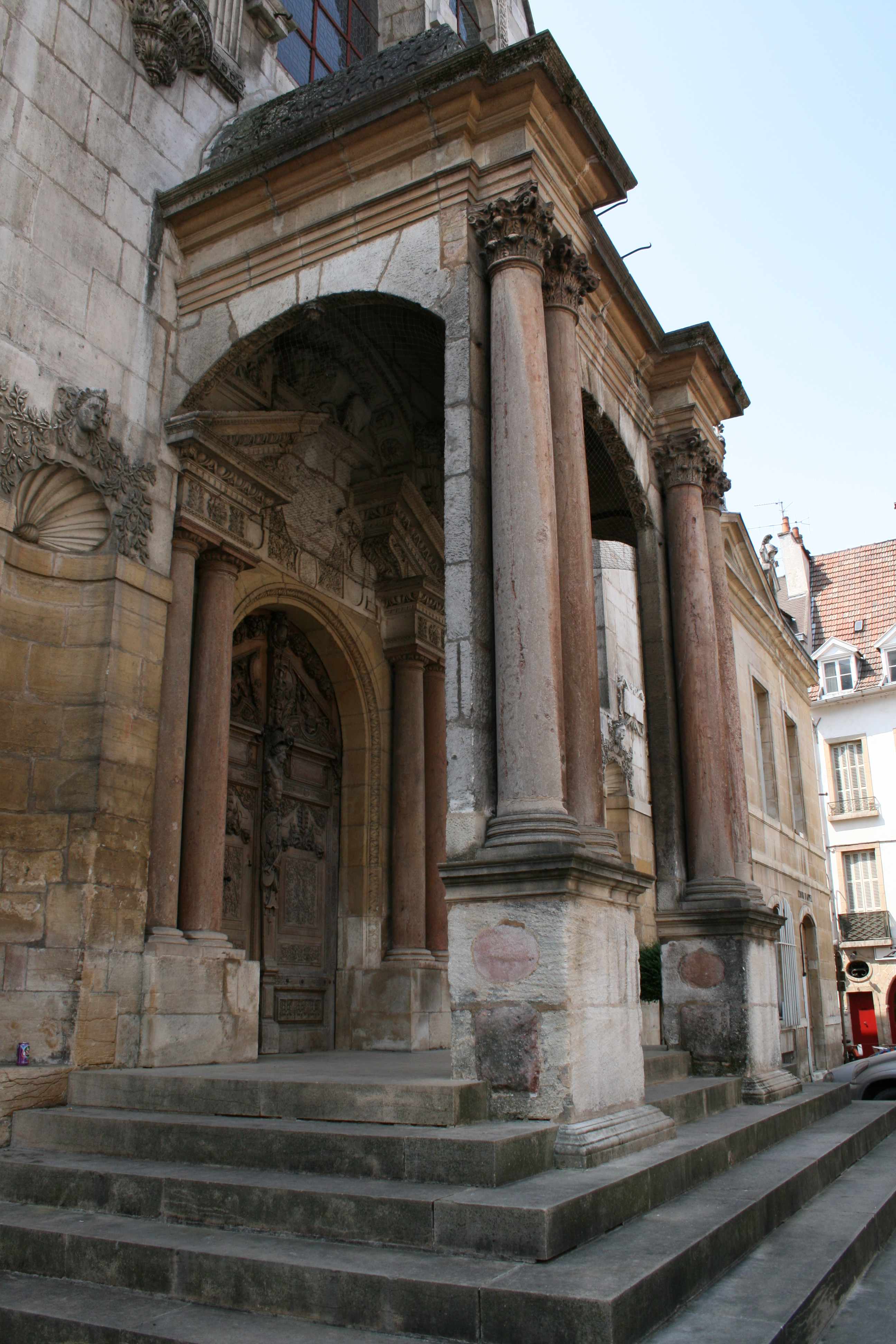
Entrada del Parlamento

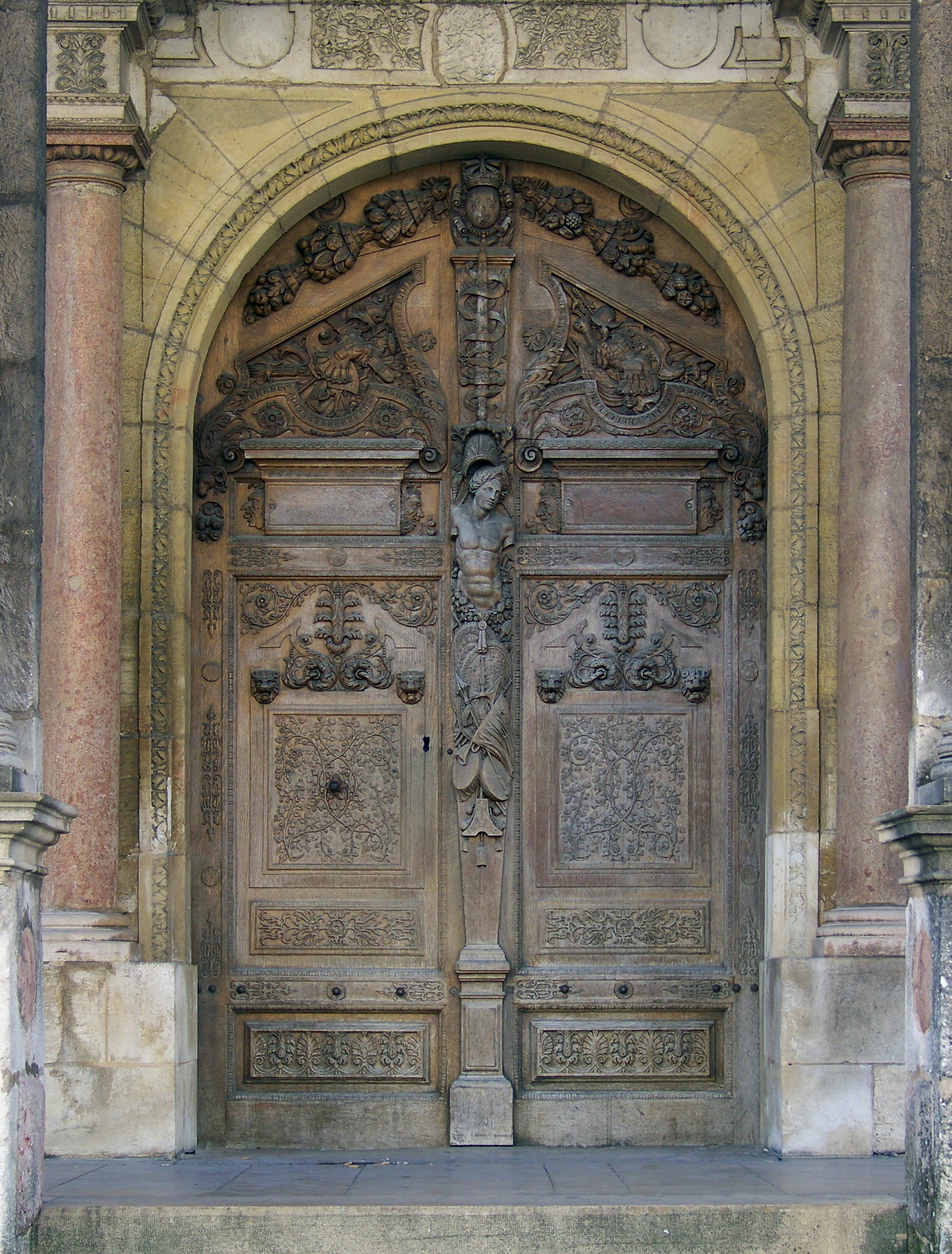
Puerta Hugues Sambin

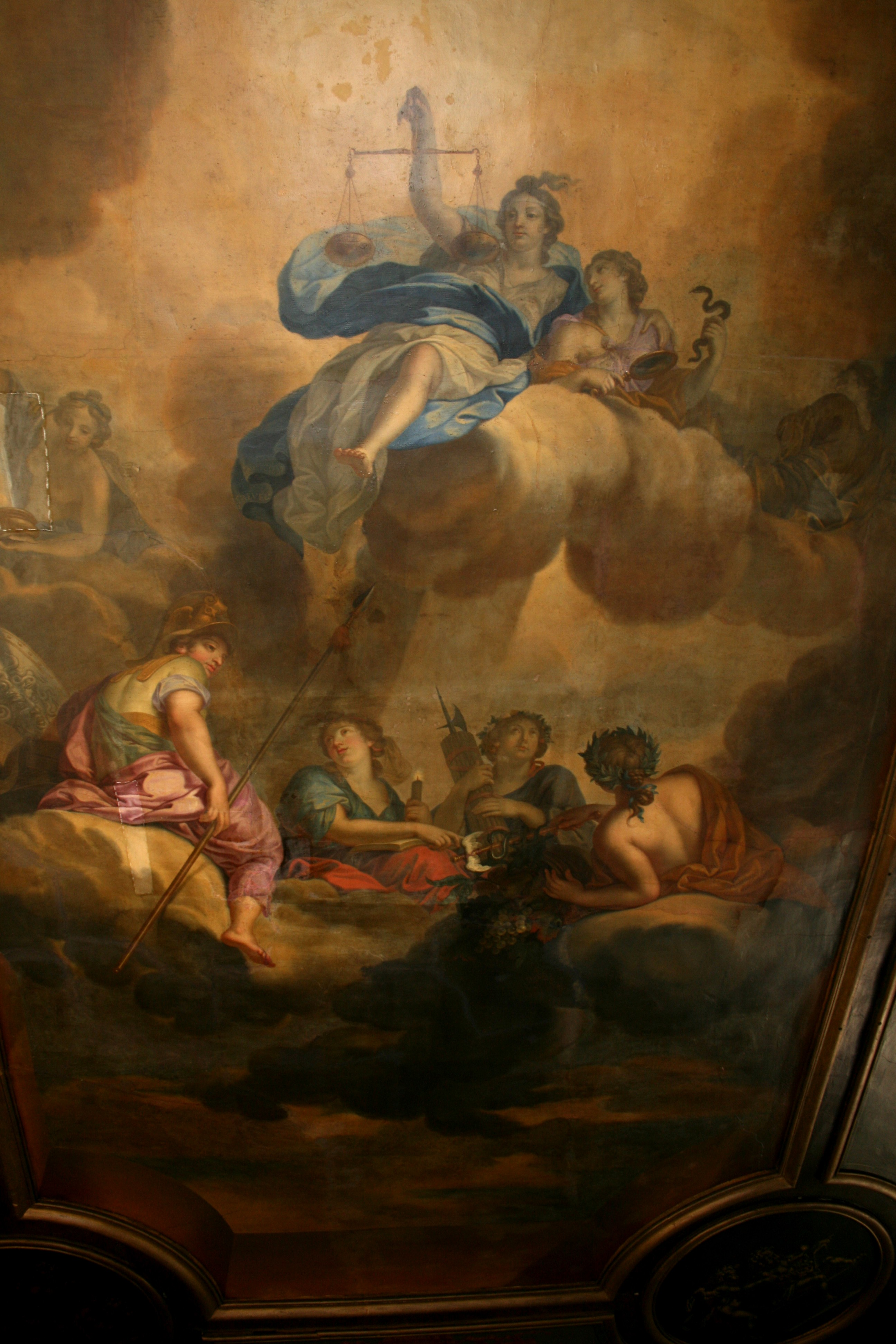
Plafond de la antigua Chambre des Enquêtes

La sala de pasos perdidos, también llamada la sala de San Luis, es representativa de una arquitectura bastante generalizada en esa época. La bóveda en casco de nave invertida, así como la simetría en la apertura y las decoraciones, le dan un estilo neogótico al conjunto del palacio. De esta capilla, no queda más que una gran obra de arte, una puerta de madera tallada. La sala de los pacientes del hospicio de Beaune, hecha famosa por la película «La Grande Vadrouille», es casi idéntica, aunque es imposible determinar qué sala es réplica de la otra.
La sala de la Corte de Penal (Cour d'assises)  es la más reciente del edificio. Fue construida a partir de 1862 para acoger los sede de los fundamentos que se celebraban anteriormente en la antigua Gran Cámara. Se caracteriza por su plafond, que provenía de la antigua Cámara de Cuentas. En el centro, las armas de Francia y de Navarra están rodeados por el collar de la Orden de San Miguel. Una pintura, «La Famille», datada de 1901, adorna un muro de la sala. Una máxima está grabada allí:  "non omnis moriar" (no moriré por entero).
La cámara dorada fue construida por iniciativa de Luis XII y se terminó entre los años 1510 y 1522. El techo se compone de treinta y cinco casetones decorados con motivos relacionados con el poder real. En el centro del friso están las letras que significan Yahvé, el nombre de Dios dado en la Biblia, significando que la justicia de los dioses domina a la de los hombres. Este límite fue rediseñado en tiempos de Luis XIII, «L» que significa Luis y «A» Austria. Las vidrieras de la sala, que se llama de las grisallas, que representa la fe, el amor y la esperanza. También hay en ella un tapiz de los Gobelinos que data de finales del siglo XVIII que representa una escena bíblica, «Laban et ses filles».
La sala de investigaciones, que es ahora la biblioteca de la Corte de Apelaciones fue construida en 1641. En el plafond, una pintura representa una alegoría de la justicia. También se encuentran en ella antiguas obras que escaparon a la destrucción y al saqueo en el momento de la Revolución. Se incluyen en esta sala los símbolos tradicionales de la justicia, el equilibrio, la serpiente, la espada y también una mano justicia.
La Gran Cámara, corazón histórico del Parlamento de Borgoña, es la parte más antigua del palacio, y el gabinete actual del primer presidente. En el siglo XVIII, se han sustituido los vanos rectangulares por huecos en accolade, y se ha dividido en varias partes. Aquí es donde se celebraron las audiencias porque la sala estaba mejor caldeada que la cámara dorada, que era utilizada sólo para sesiones ceremoniales. En ella todavía hay algunas obras muy antiguas. La actual oficina de la secretaría general también fue parte de la Gran Cámara y en ella hay un retrato del canciller d'Aguesseau, que era parte de algunos retratos que están en depósito, pero son propiedad del Hospital general.
La sala de los abogados, antigua cámara de la tournelle, fue construida en 1549 y completamente reconstruida en el siglo XVII. Es notable por su plafond a la francesa, su decoración policromada y una chimenea monumental que data de 1610 y que proviene del castillo de Turcey. Por encima de la chimenea se encuentra el escudo real, rodeado de los collares de las órdenes de San Miguel y del Espíritu Santo. El nombre «chambre de la tournelle» retoma la imagen de los consejeros que estaban a la espera de su turno. En esta sala hay una puerta de la época de Enrique II con una letra «H» en el centro, una letra «C», que evoca su esposa Catalina de Médicis, y una «C» revirtieron a su amante, Diana de Poitiers.
El patio se organiza mediante arcadas con un pozo, que correspondían a la conserjería saber de las prisiones. Todavía hay un rastro con la puerta de una de las antiguas mazmorras. Ésta conduce a una sala del sótano abovedada con gruesas muros.

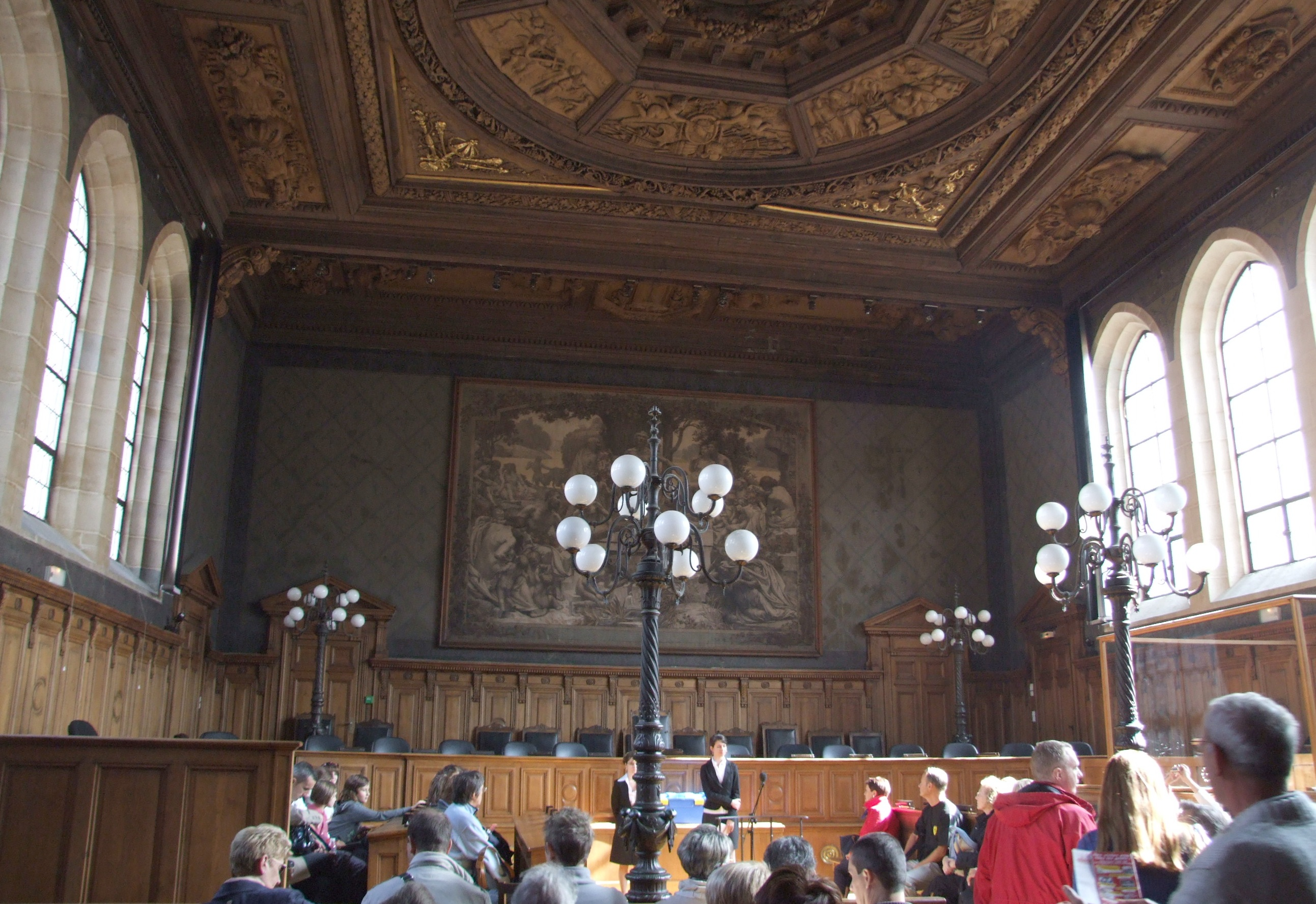
Gran Cámara, sala del antiguo Parlamento
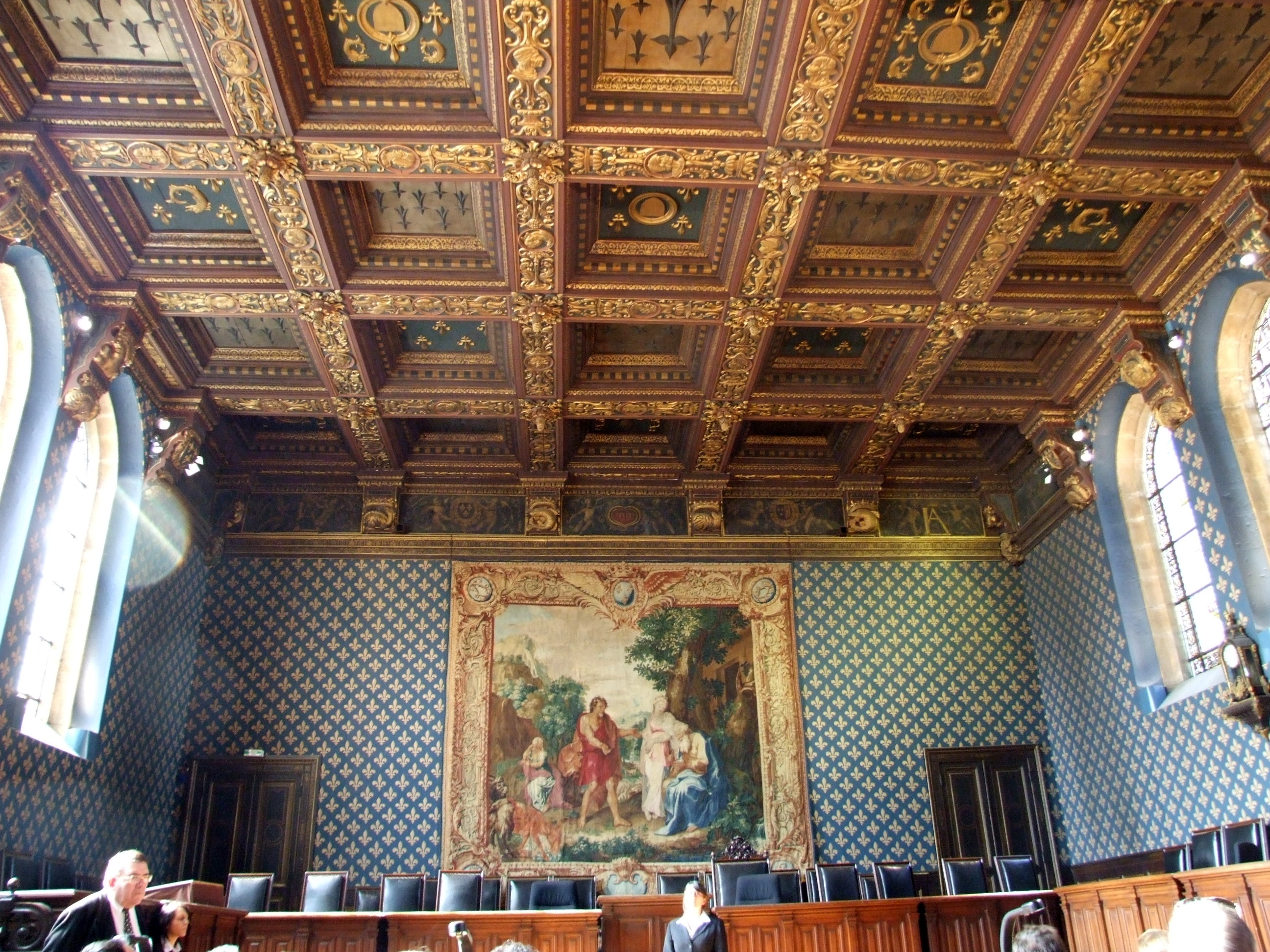
Sala dorada
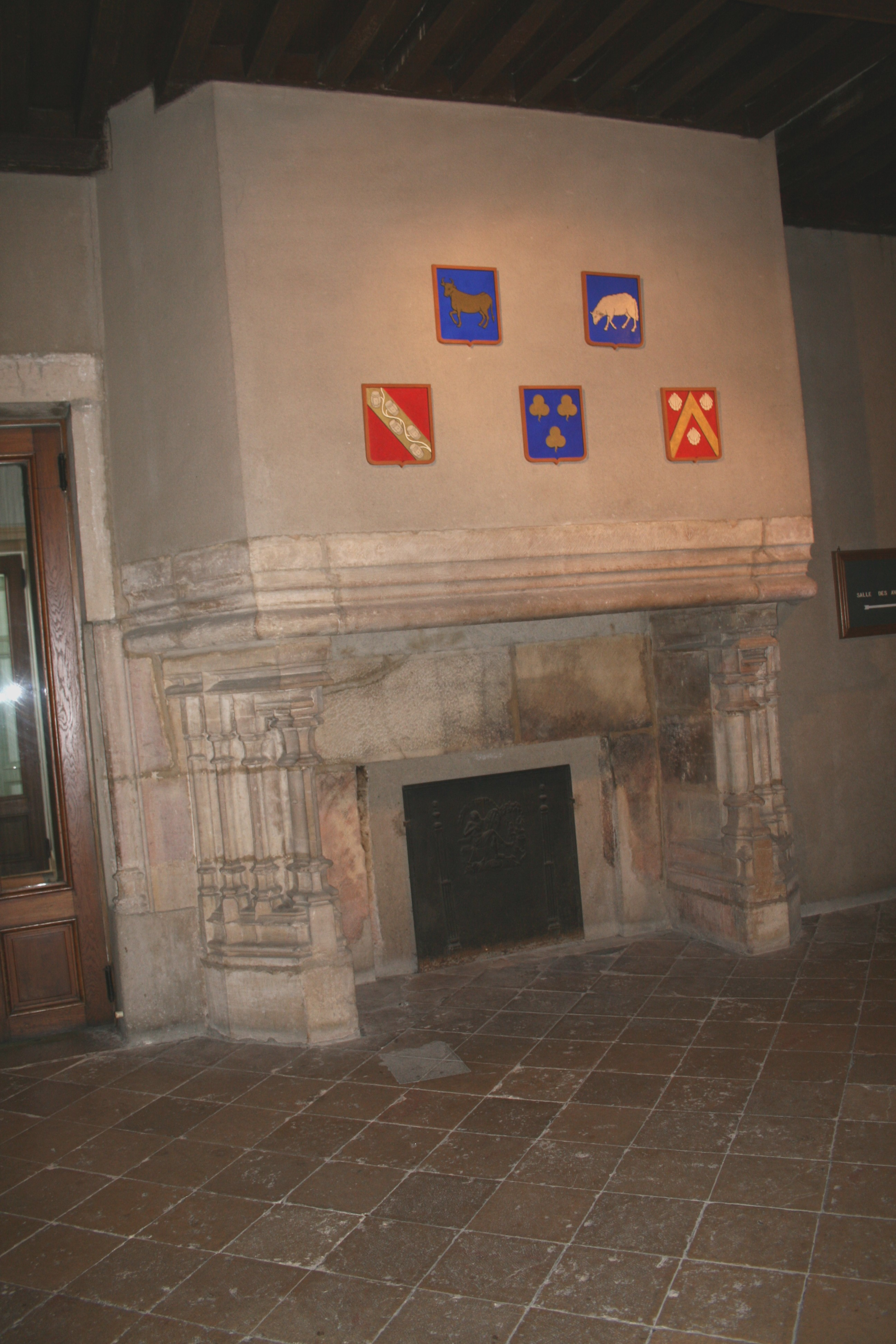
Sala de los Guardias
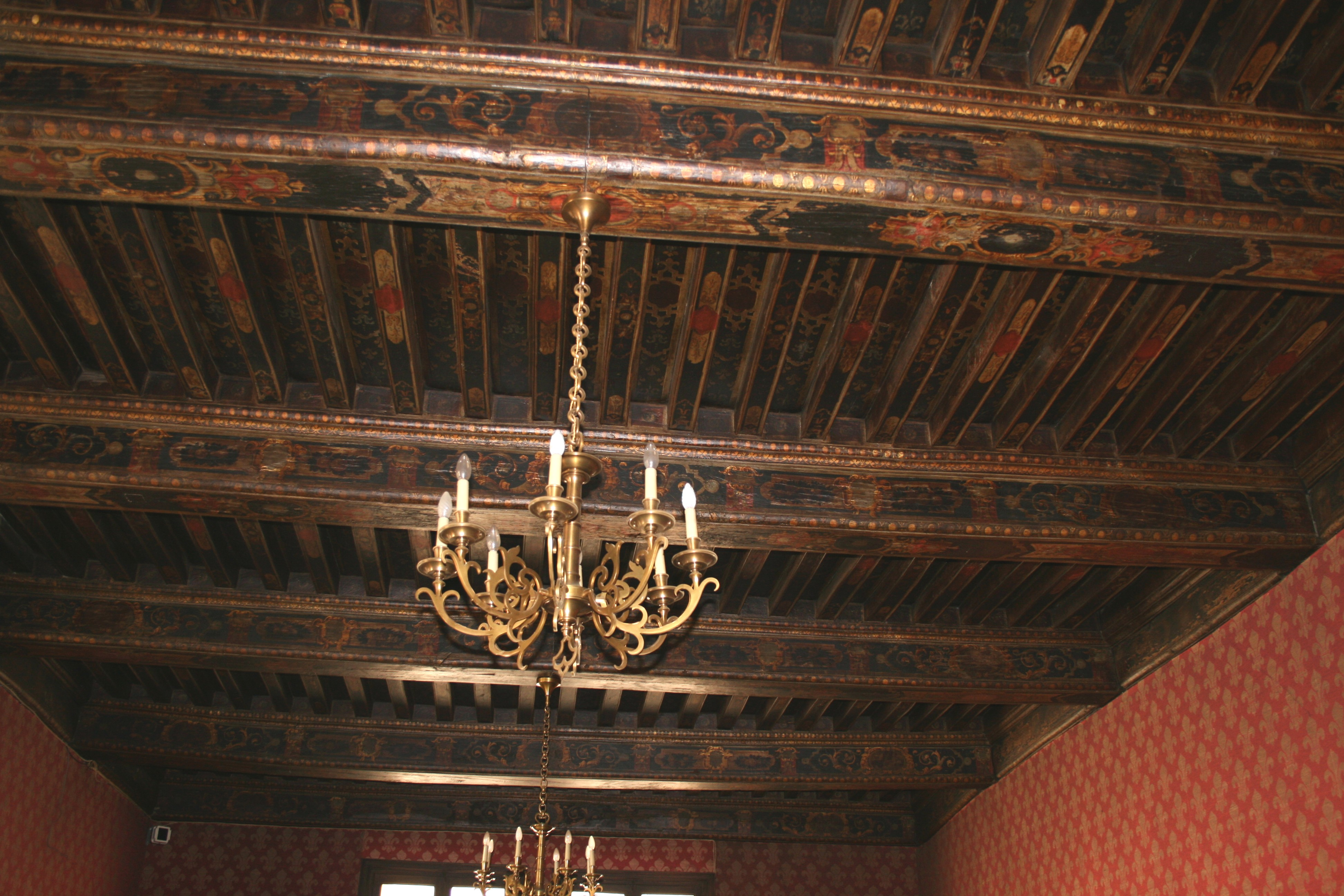
Plafond de la sal Tournelle